# Eléni Zaroúlia
Eléni Zaroúlia (grec moderne : Ελένη Ζαρούλια) est une femme politique, députée au Parlement hellénique pour le parti Aube dorée.

## Biographie
Lors des élections législatives de mai 2012, elle est élue députée pour la 14e législature qui aura duré du 6 mai 2012 au 19 mai 2012. Lors des élections législatives juin 2012, elle est réélue le 17 juin 2012. Le 1er octobre 2012, elle prend ses fonctions au sein du Conseil de l'Europe, à la Commission de l'égalité et de la non-discrimination.
Le 18 octobre 2012, elle qualifie les immigrés de « sous-hommes » lors d’un discours au Parlement grec.
Aux élections législatives de janvier 2015, elle est réélue députée dans la deuxième circonscription d'Athènes.